# Pachydactylus
Pachydactylus är ett släkte av ödlor. Pachydactylus ingår i familjen geckoödlor.

## Dottertaxa tillPachydactylus, i alfabetisk ordning[1]
- Pachydactylus acuminatus
- Pachydactylus affinis
- Pachydactylus amoenus
- Pachydactylus angolensis
- Pachydactylus atorquatus
- Pachydactylus austeni
- Pachydactylus barnardi
- Pachydactylus bicolor
- Pachydactylus capensis
- Pachydactylus caraculicus
- Pachydactylus carinatus
- Pachydactylus fasciatus
- Pachydactylus formosus
- Pachydactylus gaiasensis
- Pachydactylus geitje
- Pachydactylus goodi
- Pachydactylus griffini
- Pachydactylus haackei
- Pachydactylus kladaroderma
- Pachydactylus kobosensis
- Pachydactylus labialis
- Pachydactylus laevigatus
- Pachydactylus maculatus
- Pachydactylus mariquensis
- Pachydactylus mclachlani
- Pachydactylus monicae
- Pachydactylus montanus
- Pachydactylus monticolus
- Pachydactylus namaquensis
- Pachydactylus oculatus
- Pachydactylus oreophilus
- Pachydactylus oshaughnessyi
- Pachydactylus otaviensis
- Pachydactylus parascutatus
- Pachydactylus punctatus
- Pachydactylus purcelli
- Pachydactylus rangei
- Pachydactylus reconditus
- Pachydactylus robertsi
- Pachydactylus rugosus
- Pachydactylus sansteynae
- Pachydactylus scherzi
- Pachydactylus scutatus
- Pachydactylus serval
- Pachydactylus tigrinus
- Pachydactylus tsodiloensis
- Pachydactylus vansoni
- Pachydactylus vanzyli
- Pachydactylus waterbergensis
- Pachydactylus weberi
- Pachydactylus werneri
- Pachydactylus visseri